# Deniss Ivanovs
Deniss Ivanovs (Liepāja, 1984. január 11. –) lett válogatott labdarúgó.

## Góljai a lett válogatottban
| #  | Dátum             | Ellenfél | Eredmény | Kiírás              | Esemény |
| -- | ----------------- | -------- | -------- | ------------------- | ------- |
| 1. | 2008. március 26. | Andorra  | 3 – 0    | barátságos mérkőzés | 10'     |
| 2. | 2008. október 11. | Svájc    | 1 – 2    | vb-selejtező        | 71'     |

## Sikerei, díjai
FK Liepājas Metalurgs:
- Lett labdarúgó-bajnokság bajnok: 2005, 2009, 2015
- Lett labdarúgókupa: 2006, 2017, 2020
- Balti-liga: 2007

Bakı FK:
- Azeri labdarúgókupa: 2011–12